# Josh Davey
Joshua Henry Davey (nacido el 3 de agosto de 1990) es un jugador de críquet escocés. En septiembre de 2019, fue incluido en el equipo de Escocia para el torneo clasificatorio para la Copa Mundial ICC Twenty20 de 2019 en los Emiratos Árabes Unidos. En septiembre de 2021, Davey fue incluido en el equipo provisional de Escocia para la Copa del Mundo T20 masculina de la ICC de 2021.

## Carrera profesional
El 15 de junio de 2010, Davey hizo su debut en One Day International contra Holanda. El 14 de enero de 2015, Davey agregó su nombre a la lista de actuaciones sobresalientes en todos los sentidos en un One Day International al anotar 53 no eliminados y elegir 6 terrenos para 28 carreras contra Afganistán en el estadio Sheikh Zayed, Abu Dhabi en una serie triangular que también involucró a Irlanda. El 24 de julio de 2012 debutó en el Twenty20 contra Bangladés.